# Terminaltraktor

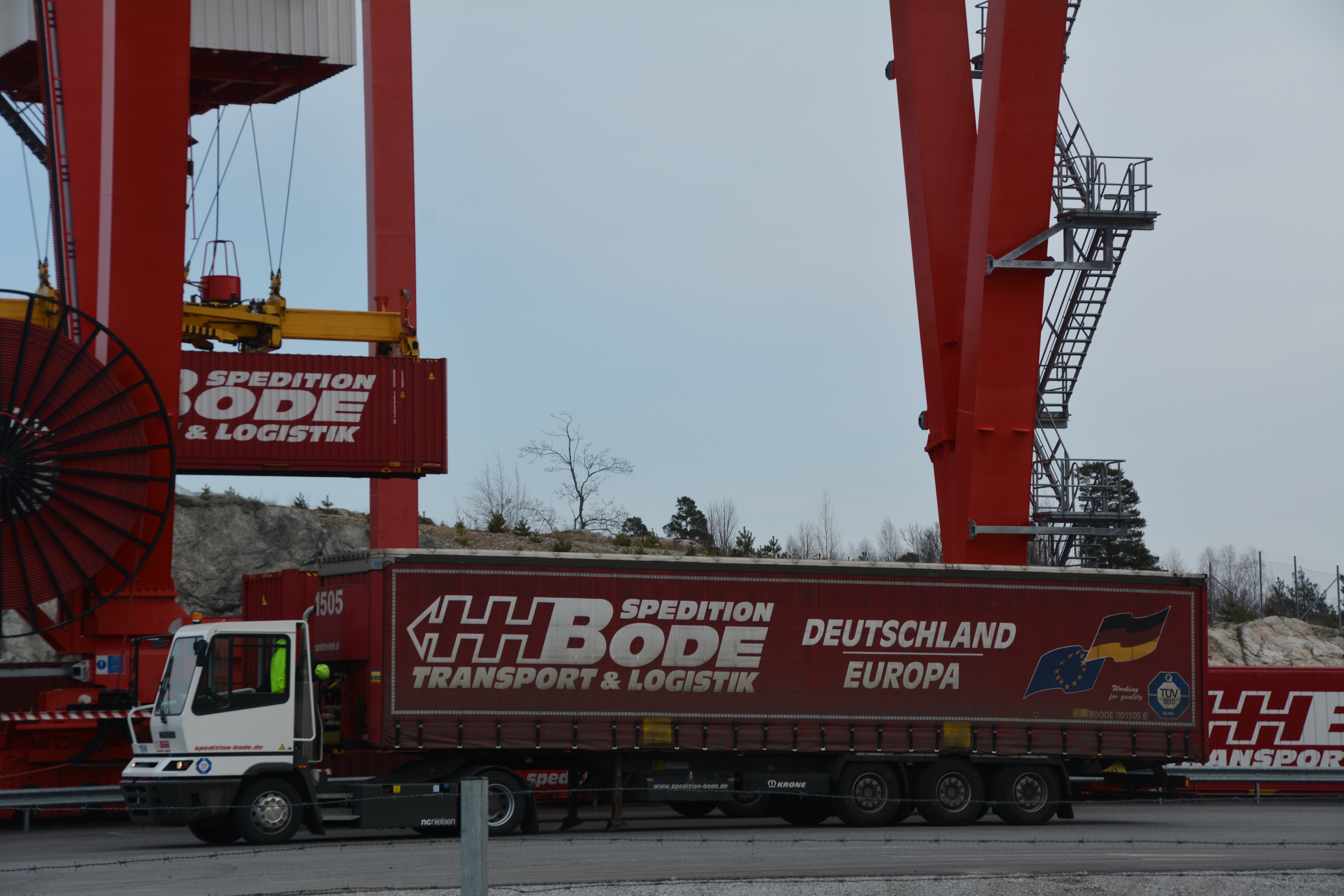
Terberg terminaltraktor med trailer på Logistikcenter Stockholm Nord.

Terminaltraktor är ett dragfordon som är konstruerat för på- och avlastning av påhängsvagnar inom terminal- och hamnområden för ro-ro-godshantering. De rangerar trailers inom en gods- eller omlastningsterminal ungefär som växellok gör med godsvagnar på en rangerbangård. 
Skillnaden mellan en terminaltraktor och ett dragfordon för trafik på allmän väg är typiskt:
- Terminaltraktorns hytt, som bara rymmer föraren, är placerad bredvid motorn.
- Terminaltraktorn har en rymlig dörr och bekvämt insteg för att medge lätta in- och avstigningar.[2]
- Terminaltraktorn har en mycket kort hjulbas, vanligen med en fast monterad bakaxel.
- Terminaltraktorn har en svag förbrännings- eller annan motor (vanligen med automatväxellåda).
- Terminaltraktorn har en vändskiva som har en inbyggd lyftmekanism som tillåter semitrailerns ben att kvarstanna i nedsänkt läge under förflyttningen.
- Terminaltraktorns hytt medger runtomsikt för föraren, för att underlätta fem-sex godsförflyttningar per timme.

En typisk högsta hastighet för terminaltraktor är 40 kilometer/timme.

## Bilder

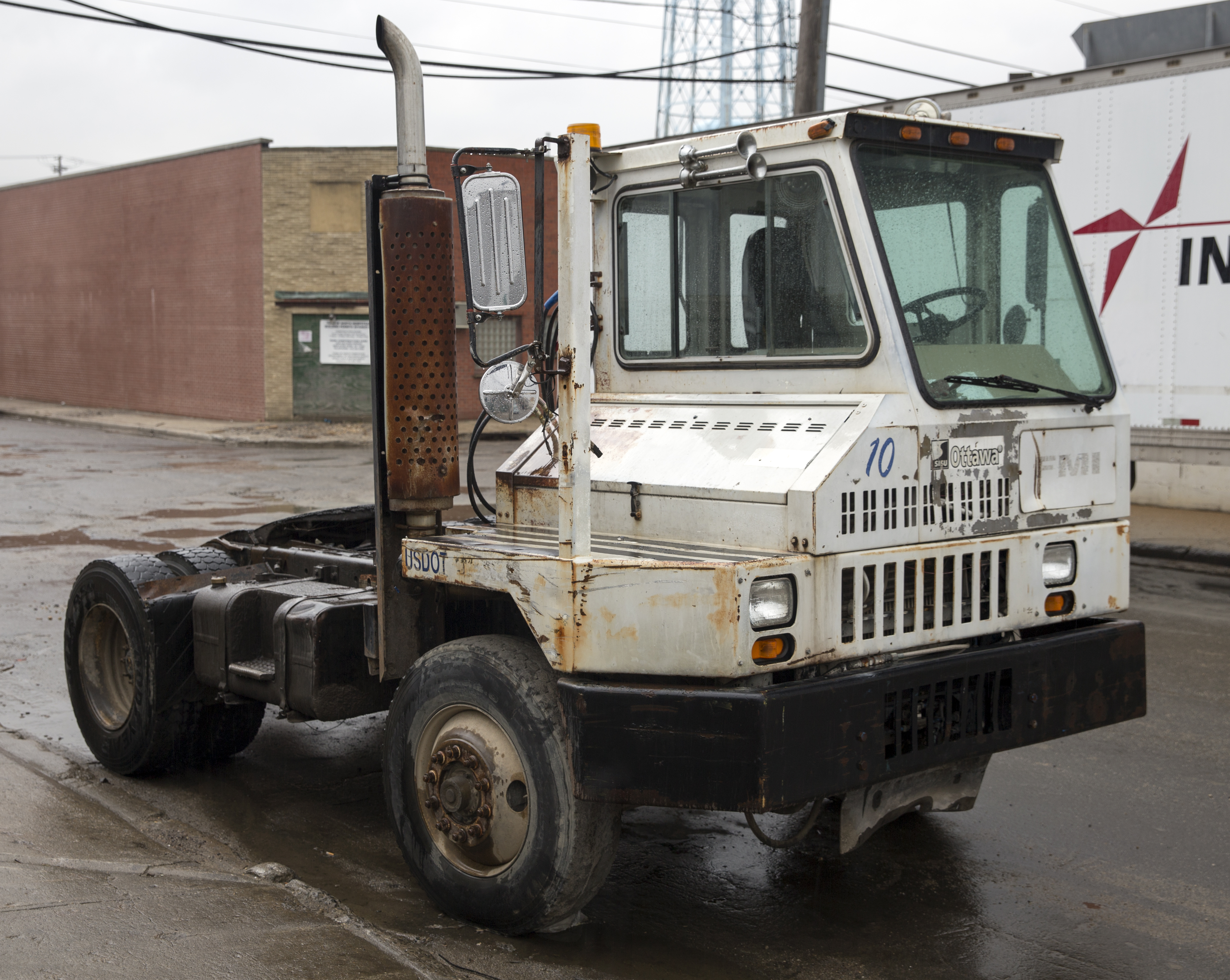
En Sisu/Ottawa terminaltraktor.
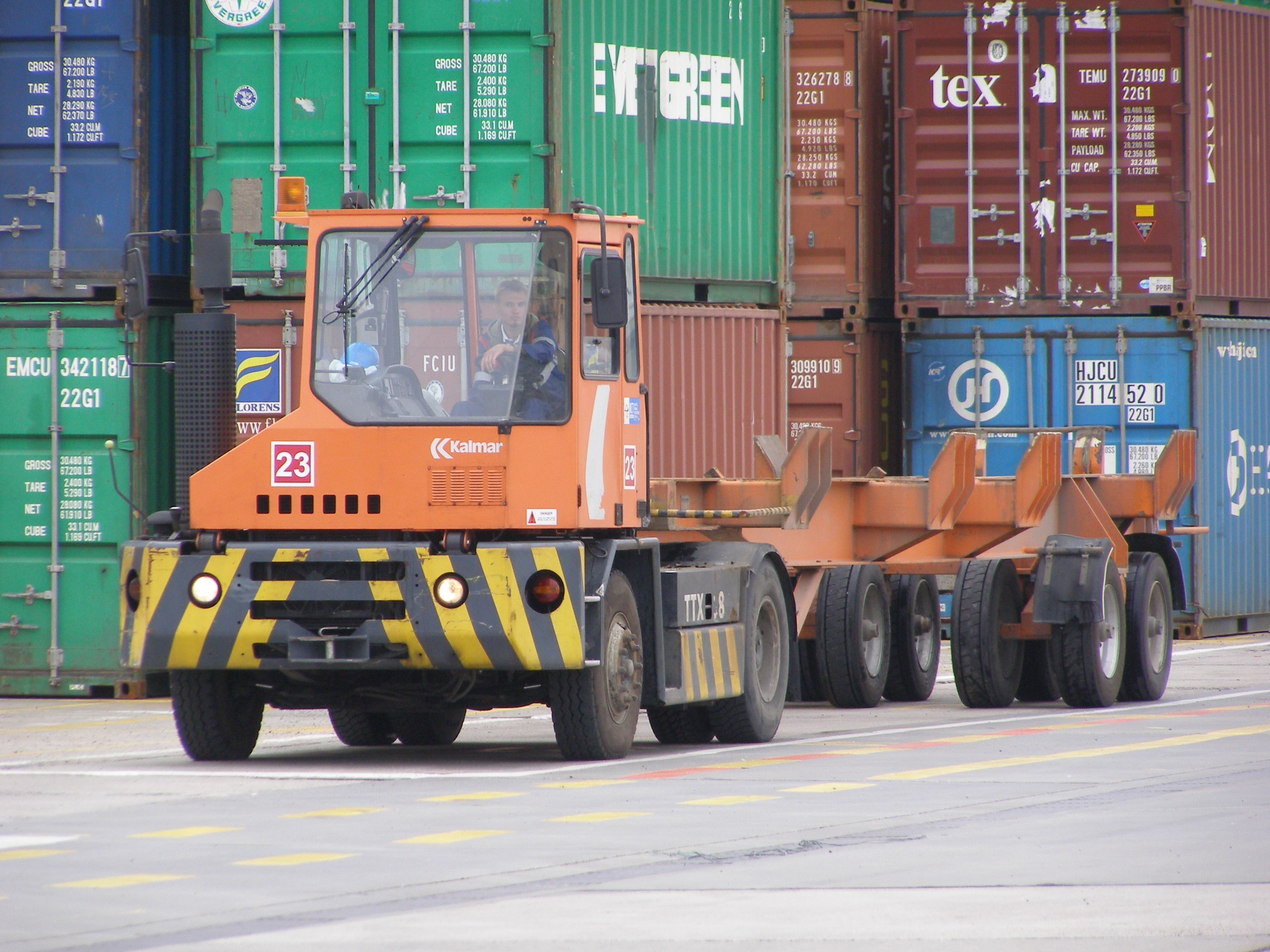
En Kalmar terminaltraktor i Gdynia.